# Miracatu
Miracatu é um município brasileiro do estado de São Paulo. Sua população estimada em 2024 era de 18 679 habitantes. O município é formado pela sede, pelos distritos de Oliveira Barros, Pedro Barros e Santa Rita do Ribeira, e pelos povoados de Biguá e Musácea.

## História

### Pré-colonial
Os primeiros indícios de ocupação humana na atual região do município de Miracatu, remontam desde o início do período Holoceno, há mais de 9,000 anos AP. Possivelmente eram povos que viviam na região litorânea, construtores de sambaquis e que migraram ou expandiram em direção ao planalto, através do rio Ribeira de Iguape e seus afluentes. Seus vestígios podem ser encontrados nos inúmeros sítios concheiros (sambaquis fluviais) existentes por todo Vale do Ribeira e, seus construtores, ocuparam a região até meados do século VIII d.C.
Estes sítios arqueológicos representam a ocupação mais antiga que se conhece para o vale do Ribeira, representada por sítios caracterizados pela presença abundante de conchas de um gastrópode terrestre denominado Megalobulimus.
Posteriormente, a região foi ocupada por grupos caçadores-coletores, cujos sítios, a céu-aberto ou em abrigos e grutas, são diagnosticados pela ocorrência de abundante material lítico (lascas, raspadores diversos e pontas-de-projétil bifaciais), produzido pela técnica de lascamento da pedra, sílex em especial. Mais de 70 sítios líticos foram registrados na região, geralmente ocupando as porções mais fundas dos vales intermontanos.
Mais recentemente, a região foi ocupada por populações horticultoras, produtoras de cerâmica. Vários sítios arqueológicos foram encontrados na região, geralmente localizados em porções de relevo colinar, preferencialmente na média vertente. Associados às aldeias e acampamentos, ocorrem cemitérios constituídos por uma sucessão de montículos cônicos de terra e pedras, dispostas circularmente da base ao topo das elevações. As características gerais da cerâmica indígena, composta de vasilhas normalmente pequenas, de tipo em geral simples, feitas pela técnica do acordelamento e usando antiplástico de areia, permitem inseri-la na grande tradição ceramista meridional Itararé, associado aos grupos de língua Jê. O único registro de grupos de língua tupi foi encontrado no município próximo de registro, com o seu material cerâmico associado à Tradição Tupiguarani.

### Pós-1500
O município de Miracatu foi fundado em 1872, nas terras do francês Pierre Laragnoit, quando em julho de 1847, por um milhão de réis, Laragnoit comprou uma sesmaria de Domingos Pereira de Oliveira e sua esposa. O vilarejo que se formou à margem do Rio São Lourenço, emancipou-se de Iguape em 1938, tendo seu nome original, Prainha, substituído em 1944. O nome original, que o povoado ostentava desde 1830, deve-se à situação do povoado junto ao rio São Lourenço, onde aportavam canoas para o transporte de café, principalmente para Iguape. Este transporte, que também era feito pelo rio Ribeira, perdurou até 1914, “quando os trilhos da Sorocabana chegaram à região”.

### Formação territorial-administrativa
Histórico da formação do município:
- Antigo povoado de Prainha.
- Freguesia criada no município de Iguape pela Lei nº 35, de 06/04/1872.
- Município criado pelo Decreto nº 9.775, de 30/11/1938.
- Denominação alterada para Miracatu pelo Decreto-Lei nº 14.334, de 30/11/1944.

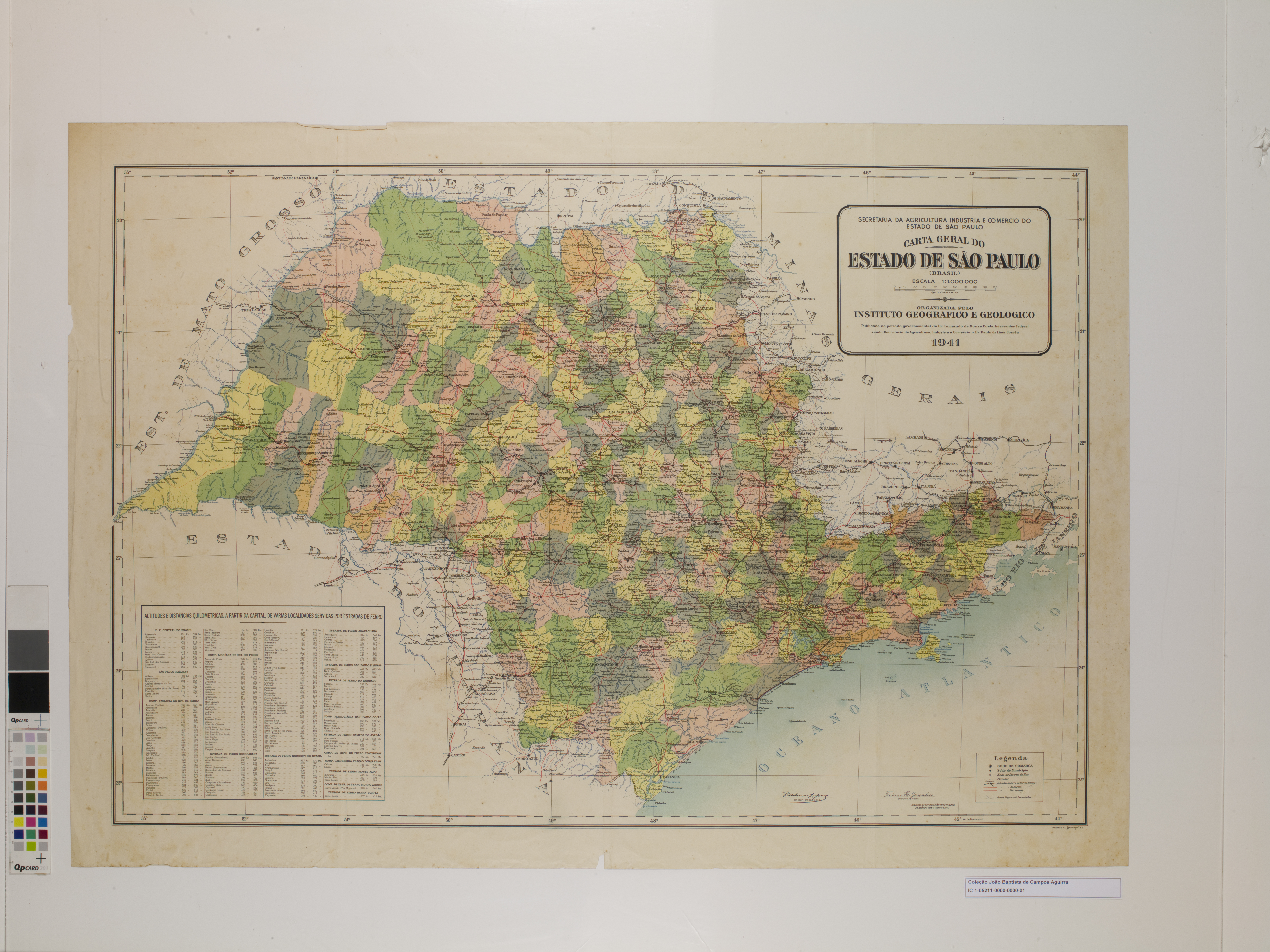
Estado de São Paulo (1938).

## Geografia
Localiza-se a uma latitude 24º16'53" sul e a uma longitude 47º27'35" oeste, estando a uma altitude de 27 metros.

### Rodovias
O principal acesso a cidade é a Rodovia Régis Bittencourt (BR-116).

### Ferrovias
- Linha Santos-Juquiá da antiga Estrada de Ferro Sorocabana[16]

## Demografia

### Dados demográficos
Dados do Censo - 2000
População total: 31.383
- Urbana: 19.912
- Rural: 11.471
- Homens: 16.558
- Mulheres: 14.825
- Densidade demográfica (hab./km²): 22,37
- Mortalidade infantil até 1 ano (por mil): 16,66
- Expectativa de vida (anos): 70,80
- Taxa de fecundidade (filhos por mulher): 3,70
- Taxa de alfabetização: 86,03%
- Índice de Desenvolvimento Humano (IDH-M): 0,748
- IDH-M Renda: 0,664
- IDH-M Longevidade: 0,763
- IDH-M Educação: 0,817

(Fonte: IPEADATA)

## Infraestrutura

### Comunicações

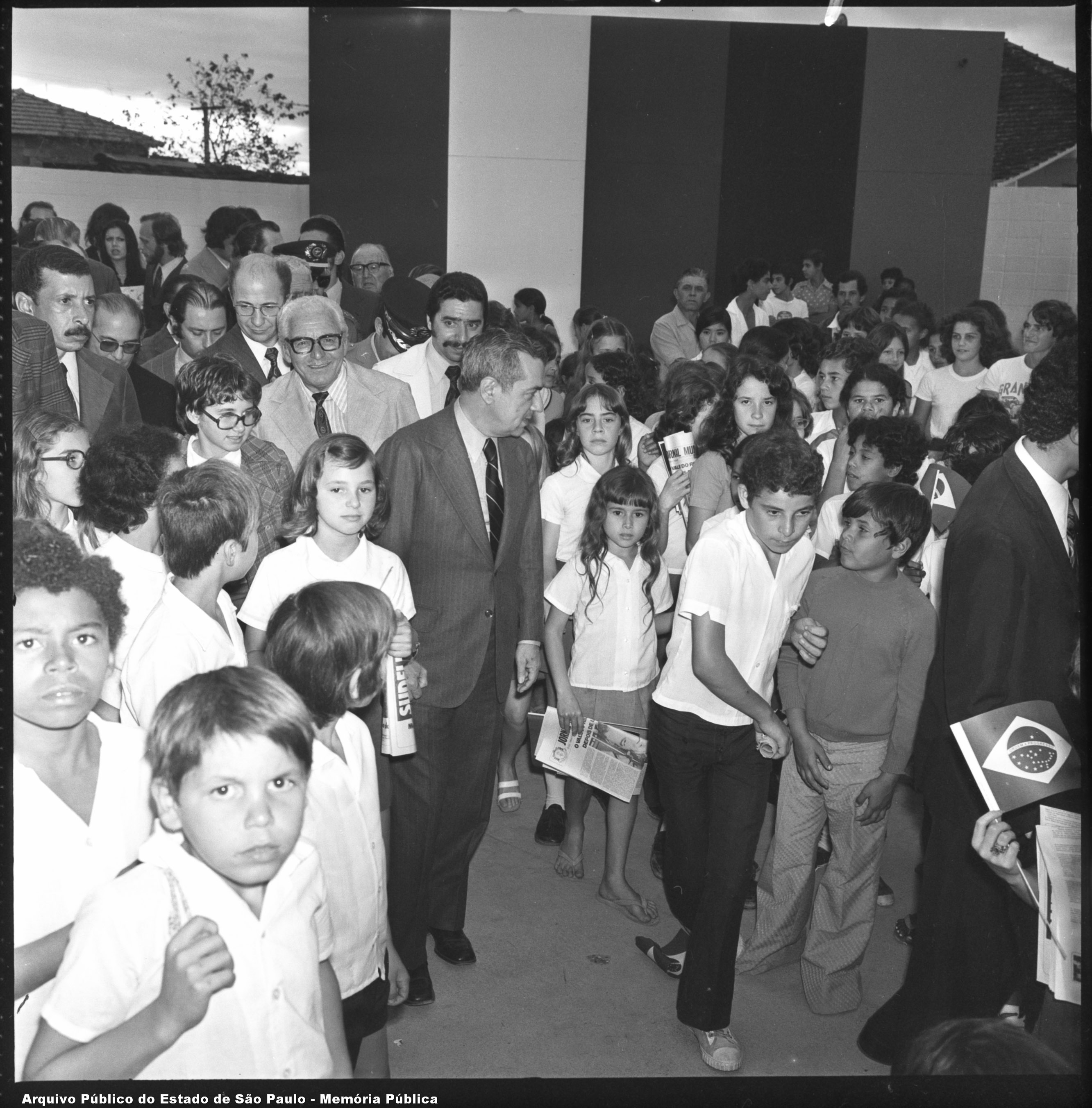
Inauguração da central telefônica de Miracatu (1974).

O sistema de telefones automáticos foi inaugurado na cidade pela Companhia de Telecomunicações do Estado de São Paulo (COTESP) em 1974. Já o sistema de discagem direta à distância (DDD) foi implantado em 1981 pela Telecomunicações de São Paulo (TELESP), com o código de área (0138).
Na década de 90 o código DDD da cidade foi alterado para (013), para padronização do sistema telefônico com a telefonia celular que estava sendo implantada em todo o estado.

### Energia
A concessionária de energia elétrica que atende o município é a Neoenergia Elektro, antiga CESP.

### Saneamento
O serviço de abastecimento de água é feito pela Companhia de Saneamento Básico do Estado de São Paulo (SABESP).

## Religião
O Cristianismo se faz presente na cidade da seguinte forma:

### Igreja Católica
- A igreja faz parte da Diocese de Registro.[28]

### Igrejas Evangélicas
Entre as igrejas protestantes históricas, pentecostais e neopentecostais, encontram-se na cidade:
- Assembleia de Deus Ministério do Belém.[31][32]
- Congregação Cristã no Brasil.[33]